# Jan Zassidatel
Jan Zassidatel, de son vrai nom Ivan Sokolenko est un portraitiste ukrainien. Né le 13 novembre 1833 à Kryjopil et mort le 2 août 1893 à Vinnytsia du calendrier grégorien.

## Biographie
Né serf de la famille Bozojovski, il part étudier à Odessa. Il obtint une bourse et fit un voyage en Italie, Espagne et France pour perfectionner son art. Il revint habiter à Vinnytsia ou de ses peintures sont exposées au musée d'art de Vinnytsia. Il est mort du choléra et le catalogue de son exposition à Odessa recensait quatre cent œuvres.

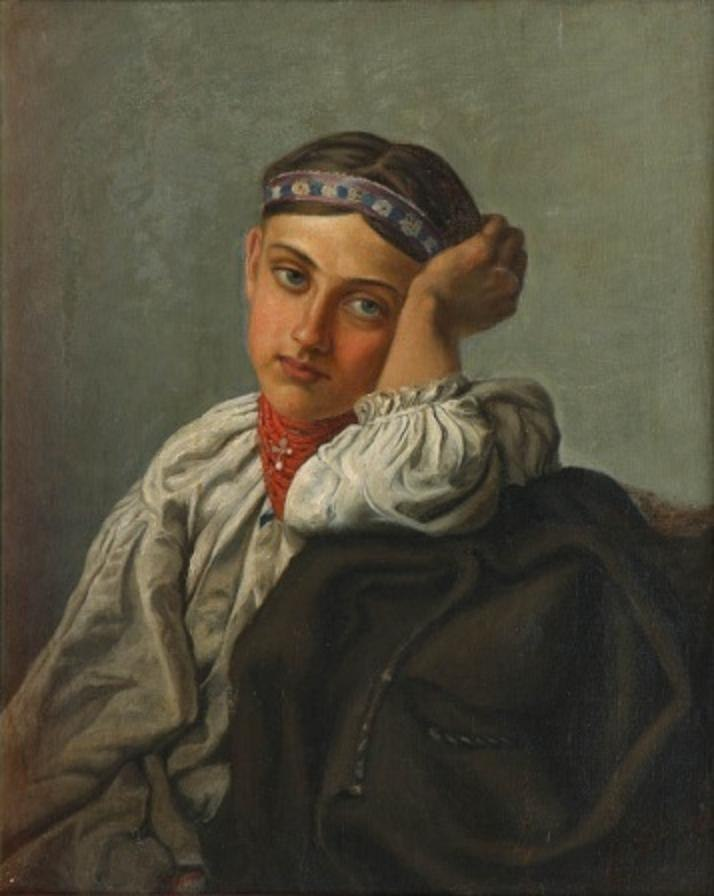
Portrait de paysanne, 1892
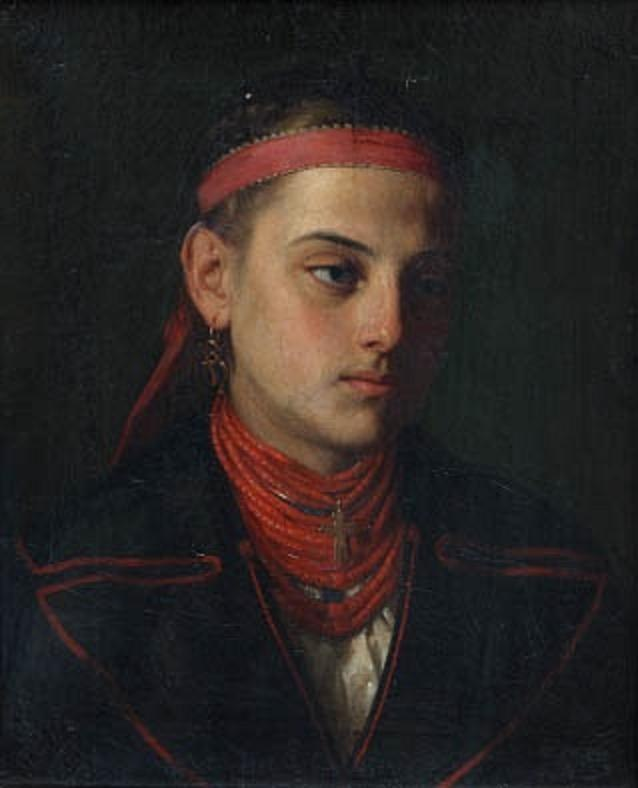
ukrainienne, 1870
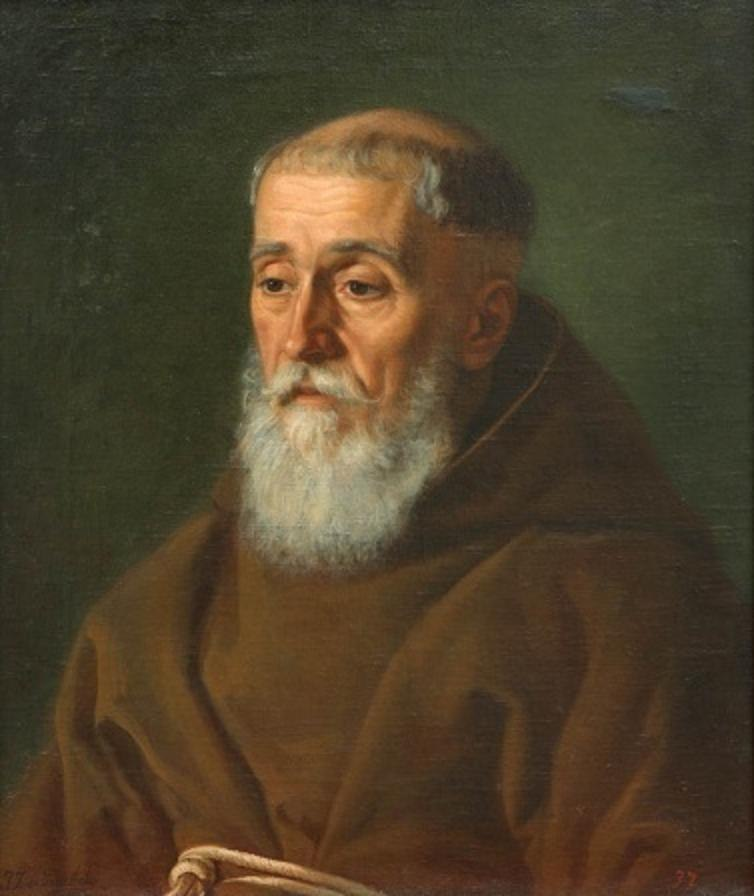
d'un capucin, 1872
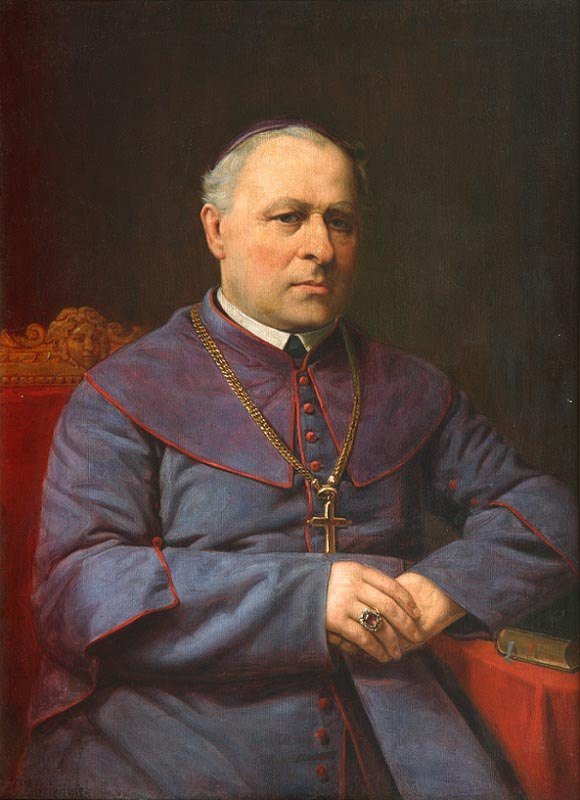
de Szymon Marcin Kozłowski, 1885
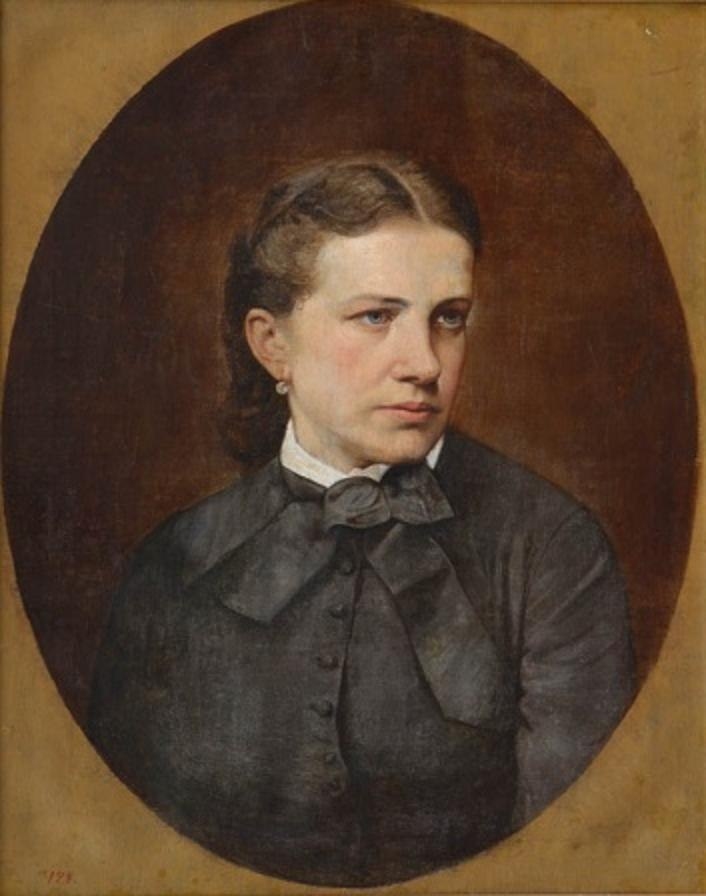
de Yakoubovska, 1886
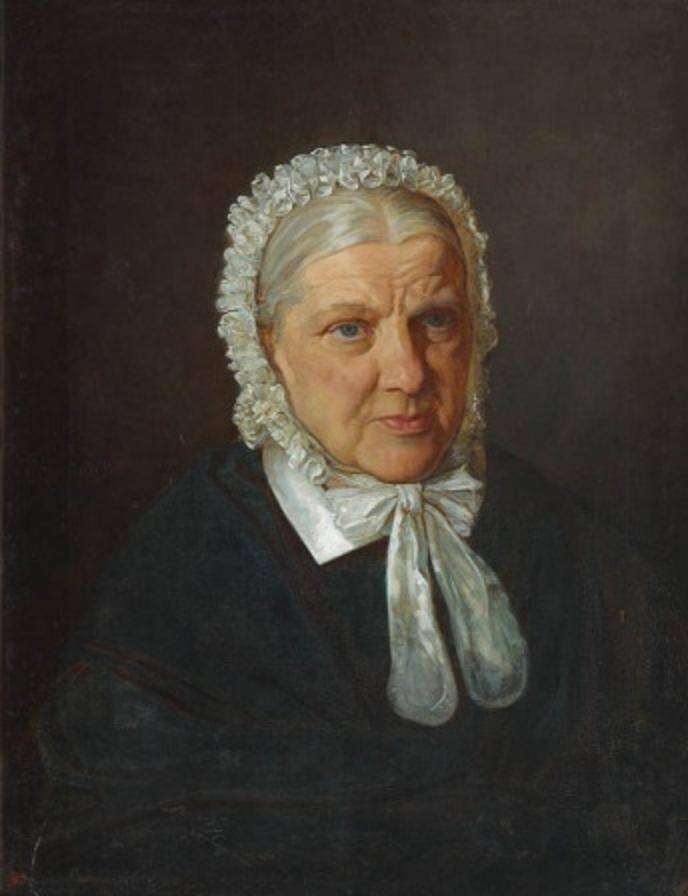
Camille Roussanovska, 1872.